# اندیس آنومالی کنه کوه
آنومالی کنه کوه یک اندیس فلزی است که در حوالی شهر جبال بارز استان کرمان قرار دارد و مادهٔ معدنی موجود در آن، طلا است.سنگ میزبان این اندیس داسیت، توف، آگلومرا، کنگلومرا، ریولیت است  در این اندیس، پاراژنز‌های مس، آپاتیت، هماتیت، منیتیت، اپیدوت، مالاکیت، پیریت، باریت، گارنت، سینابر یافت می‌شوند.